# Paramelanauster bimaculatus
Paramelanauster bimaculatus är en skalbaggsart som beskrevs av Stefan von Breuning 1936. Paramelanauster bimaculatus ingår i släktet Paramelanauster och familjen långhorningar. Inga underarter finns listade i Catalogue of Life.